# Vitesse par équipes féminine aux Jeux olympiques d'été de 2016
Navigation
Londres 2012 Tokyo 2020
La vitesse par équipes féminine, épreuve de cyclisme sur piste des Jeux olympiques d'été de 2016, a lieu du 14 au 16 août 2016 sur le vélodrome de Barra, à Rio de Janeiro, au Brésil.
La médaille d'or revient à la Chine, la médaille d'argent à la Russie et la médaille de bronze à l'Allemagne.
Les Chinoises battent le record olympique lors des qualifications, puis établissement un nouveau record du monde au premier tour, en 31 s 928.

## Résultats

### Qualification
| Rang | Pays             | Coureuses                        | Résultats | Notes |
| ---- | ---------------- | -------------------------------- | --------- | ----- |
| 1    | Chine            | Gong Jinjie Zhong Tianshi        | 32.305    | Q, RO |
| 2    | Russie           | Daria Shmeleva Anastasia Voynova | 32.655    | Q     |
| 3    | Allemagne        | Kristina Vogel Miriam Welte      | 32.673    | Q     |
| 4    | Australie        | Anna Meares Stephanie Morton     | 32.881    | Q     |
| 5    | Pays-Bas         | Laurine van Riessen Elis Ligtlee | 33.189    | Q     |
| 6    | France           | Sandie Clair Virginie Cueff      | 33.625    | Q     |
| 7    | Canada           | Kate O'Brien Monique Sullivan    | 33.735    | Q     |
| 8    | Espagne          | Tania Calvo Helena Casas         | 33.891    | Q     |
| 9    | Nouvelle-Zélande | Natasha Hansen Olivia Podmore    | 34.346    |       |

### Premier tour
| Rang | Manche | Pays      | Coureuses                        | Résultats | Notes     |
| ---- | ------ | --------- | -------------------------------- | --------- | --------- |
| 1    | 4      | Chine     | Gong Jinjie Zhong Tianshi        | 31.928    | Q, RM, RO |
| 2    | 3      | Russie    | Daria Shmeleva Anastasia Voynova | 32.324    | Q         |
| 3    | 1      | Australie | Anna Meares Stephanie Morton     | 32.636    | Q         |
| 4    | 2      | Allemagne | Kristina Vogel Miriam Welte      | 32.806    | Q         |
| 5    | 1      | Pays-Bas  | Laurine van Riessen Elis Ligtlee | 32.792    |           |
| 6    | 2      | France    | Sandie Clair Virginie Cueff      | 33.517    |           |
| 7    | 4      | Espagne   | Tania Calvo Helena Casas         | 33.531    |           |
| 8    | 3      | Canada    | Kate O'Brien Monique Sullivan    | 33.684    |           |

### Finales

#### Finale pour la médaille de bronze
| Rang                                | Pays      | Coureuses                    | Résultats | Notes |
| ----------------------------------- | --------- | ---------------------------- | --------- | ----- |
| Médaille de bronze, Jeux olympiques | Allemagne | Kristina Vogel Miriam Welte  | 32.636    |       |
| 4                                   | Australie | Anna Meares Stephanie Morton | 32.658    |       |

#### Finale pour la médaille d'or
| Rang                               | Pays   | Coureuses                        | Résultats | Notes |
| ---------------------------------- | ------ | -------------------------------- | --------- | ----- |
| Médaille d'or, Jeux olympiques     | Chine  | Gong Jinjie Zhong Tianshi        | 32.107    |       |
| Médaille d'argent, Jeux olympiques | Russie | Daria Shmeleva Anastasia Voynova | 32.401    |       |